# NetHack
NetHack är ett datorspel som gavs ut 28 juli 1987 av Mike Stephenson och är starkt inspirerat av de tidigare spelen Rogue från 1980 och Hack från 1985 vilket gör det till ett mycket tidigt roguelike-spel. Spelets namn kommer ifrån att utvecklingen har skett via Internet.
NetHack är ett av de äldsta spelen som fortfarande är under utveckling. De som utvecklar spelet, en grupp frivilliga programmerare, kallar sig DevTeam. Den senaste versionen av spelet är 3.6.4 och släpptes den 18 december 2019.
Spelaren ska ta sig genom olika underjordiska nivåer och leta efter Yendors Amulett. Spelet består av ca 50 nivåer där de flesta är slumpgenererade. Varje nivå innehåller monster, vapen, magiska föremål och mycket annat.
NetHack har traditionellt spelats i textläge där nivån, monstren och alla föremål varit enskilt representerade av tecken. Till exempel är spelaren representerad av symbolen @. Men det har också gjorts ett flertal grafiska användargränssnitt som kan användas.
NetHack finns för de flesta populära plattformar och kan hämtas gratis från dess webbplats.

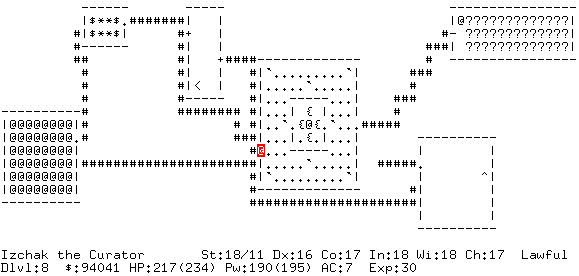
Orakelnivån